# 釧路市動物園
釧路市動物園（くしろしどうぶつえん）は、北海道釧路市阿寒町にある動物園。
1975年に開園。総敷地面積47.8haとゆったりしており、北海道最大の動物園である。（開園当時は国内最大の面積）。国内最東端の動物園でもある。動物の保護研究機関として1995年に世界で初めてシマフクロウの飼育下での繁殖に成功しており、国内唯一のシマフクロウ保護育成センターになっている。

積雪期は園内に歩くスキーコースとそり山が開設され、用具貸出しも行われる。

## 飼育動物
- シマフクロウ
- タンチョウ
- ニホンザル
- レッサーパンダ
- ホッキョクグマ
- グラントシマウマ
- コミミズク
- ライオン
- アムールトラ
- アルパカ
- バッファロー
- キリン
- アザラシ
- ヒグマ
- オランウータン
- チンパンジー

## 年表
- 1975年10月1日 - 開園。第1期工事は総工費22億円で22ヘクタールを開発[2]、当初は北方系動物を中心に69種350点余りを飼育[3]。北海道で初めてアフリカゾウ[4]、ネパールレッサーパンダが来園｡
- 1976年 - こども動物園が完成｡国内で初めてレッサーパンダ、ホッキョクギツネの繁殖に成功する｡
- 1977年 - 国内で初めてアカシカ、マーモットの繁殖に成功する｡
- 1979年 - 国内で初めてオタリアの繁殖に成功する｡
- 1982年 - タンチョウ保護増殖センターが完成｡
- 1983年 - 国内で初めてオオハクチョウの繁殖に成功する｡
- 1985年 - 国内で初めてアメリカヘラジカの繁殖に成功する｡
- 1986年 - 国内で初めてゼニガタアザラシの人工保育に成功する｡
- 1989年 - 国内で初めてオジロワシ、エゾフクロウ、シロフクロウの人工孵化に成功する｡
- 1995年 - 国内で初めてシマフクロウの繁殖に成功する｡
- 1999年 - 国内で初めてハクトウワシの繁殖に成功する｡
- 2002年 - 世界で初めてクマタカの繁殖に成功する｡
- 2004年 - アムールトラが来園｡

## エピソード
2004年 - 2005年に相次いで来園したアムールトラ（オスは「リング」、メスは「チョコ」）の間に、2008年5月24日に3頭の子供が生まれた。いずれも仮死状態であり、肢に先天性障害（軟骨形成不全症）を有していた。もっとも小さかったオスは間もなく死亡した。他の2頭（オスとメス）も、成長後も自立歩行困難と考えられ、動物園としての運営コスト、マンパワーなどの面から飼育続行の可否が問題となった。
釧路市長であった伊東良孝（2017年現在は衆議院議員）がスケジュールの合間を縫って自ら来園し、保育器の中の2頭の様子を見た。
市のトップである伊東の決断により、飼育係や獣医師は一致団結して2頭に細心の飼育を続けた。オスはタイガ、メスはココアと名づけられた。
釧路市動物園のこの取り組み、懸命に生きようとするタイガとココアの姿には注目が集まり、来園者の感動を呼んだ。釧路市に所在するNPO法人「釧路市動物園協会」は、募金活動、イベント開催、DVD発売などによる支援を行った。
翌年の2009年8月25日、オスのタイガは、咽喉に詰まらせた肉片を、先天性障害のゆえに吐き出すことができずに死亡した。タイガの死は広くメディアで報じられ（例）、全国から死を悼む花や手紙が届き、展示室の前に記帳台が10月まで設けられた。同年11月には、朝日新聞出版から書籍『タイガとココア 障がいをもつアムールトラの命の記録』（ISBN 9784022506627）が上梓された。
メスのココアは、ヨタヨタとではあるが自力で歩く姿に、多くの来園者から声援を受けていた。2025年4月以降は体調不良により断続的に展示が中止されており、同2025年6月18日、17歳で死亡した。

## 交通
- 釧路駅から約18 km。北海道道666号徹別原野釧路線沿い。
- 釧路駅、大楽毛駅、釧路空港などから阿寒バスの路線バス利用。

## 所管施設
釧路市動物園の所管施設として、釧路市丹頂鶴自然公園（1958年開園）、タンチョウ保護増殖センター（1981年開設）、釧路市阿寒国際ツルセンターの三つのツル関連施設を構成する。なお、釧路市の「釧路市動物園基本構想」では、釧路市動物園の所管施設であることを市民にも明確にするため、これらの名称に「釧路市動物園」を冠することも検討するとしている。
- タンチョウ保護増殖センター
- 釧路市丹頂鶴自然公園
- 釧路市阿寒国際ツルセンター